# Estola minor
Estola minor là một loài bọ cánh cứng trong họ Cerambycidae.